# Éloge de l'oisiveté
Éloge de l'oisiveté (titre original : In Praise of Idleness) est un essai de Bertrand Russell, publié pour la première fois en 1932 dans Review of Reviews.

## Thèse de l'auteur
L'idée principale est que l'homme observe un culte non raisonnable du travail qui l'amène à travailler toujours plus, ce à quoi il faudrait mettre un terme. Russell défend cette thèse par deux arguments principaux :
- le premier est que la valeur du travail est un préjugé moral des classes privilégiées qui estiment que l'absence d'activité conduirait la plupart des hommes, surtout ceux des classes les plus pauvres, au désœuvrement et à la dépravation. En conséquence, il serait dans l'intérêt des hommes d'être exploités ;
- le second est que la production industrielle est aujourd'hui suffisante pour assurer, avec un minimum de travail, les besoins de tous les êtres humains. La rationalisation de la production en temps de guerre a démontré qu'un petit nombre de personnes peut produire le nécessaire pour toute une population. À plus forte raison, si ce travail est partagé par toute la population, il s’ensuit qu'un individu n'a pas besoin de travailler beaucoup pour produire les ressources indispensables à la vie, et même le superflu.

Russell affirme en conséquence que quatre heures de travail par jour suffiraient à faire vivre toute la population dans un confort suffisant tandis que le reste du temps serait consacré au loisir, à l'oisiveté. La conception du loisir ou de l'oisiveté chez Russell se rapproche de l'otium latin loué par Sénèque. Ce loisir serait consacré à toutes les formes de cultures (des plus populaires aux plus intellectuelles) dont la pratique serait encouragée par une éducation libérée.
D'autres thèmes connexes affleurent dans le livre : le pacifisme, la politique (que Russell tourne en dérision), la dénonciation des propriétaires fonciers qui vivent dans l'oisiveté aux dépens des autres, la dénonciation du régime soviétique, qui obéit aussi au dogme du travail et cela de manière autoritaire, le culte de l'efficacité, le problème de l'enfermement des intellectuels dans leur sphère, éloignés de la réalité du travailleur et de l'éloignement du travailleur du bon loisir (celui non passif et enrichissant la civilisation).
La notion de congé, non plus en tant que simple récupération nécessaire au corps, mais comme occasion de découvrir de nouvelles expériences de vie est également présente, avec trente ans d'avance sur ce que l'on nommera la « civilisation des loisirs ».
Notons que Russell reprend l'exemple de la fabrique d'épingles d'Adam Smith avec un brin de moquerie.